# Philippe Lamour
Pour les articles homonymes, voir Lamour.
 (mai 2024).
Philippe Lamour, né le 12 février 1903 à Landrecies (Nord) et mort le 25 juillet 1992 à Bellegarde (Gard), est un avocat et haut fonctionnaire français.
Convaincu des vertus de l’économie dirigée, et adepte fervent de la planification, il trouve dans le plan Marshall et la reconstruction de l’Europe dévastée par la Première Guerre mondiale, un terrain d’élection pour la mise en pratique de ses convictions. Après la guerre, il intègre l’équipe de Jean Monnet, « le père de l’Europe », qui s’illustrera pendant les Trente Glorieuses. Il effectue dans ce contexte une mission d’études aux États-Unis, auprès de la Tennessee Valley Authority qui servira de modèle à son grand œuvre : la mise en irrigation par une prise au Rhône d’une partie du Languedoc, sous l’égide de la Compagnie d'aménagement du Bas-Rhône et du Languedoc. Il est considéré comme le père de l'aménagement du territoire en France.

## Biographie

### Jeunesse et études
Son père exploite une brasserie artisanale dans le Nord. Sa mère, dont il ne garde qu'un souvenir éthéré, quitte le foyer familial alors qu'il est tout jeune. Philippe Lamour a deux frères. Après avoir fréquenté l'école communale, il entre à l'âge de sept ans dans un pensionnat en Belgique tenu par des frères des écoles chrétiennes français. Au début de la Première Guerre mondiale, pour fuir le théâtre des combats, il part vivre avec son père et ses deux frères à Paris. Son père est embauché à la préfecture de Paris de la Seine comme auxiliaire où il s'occupe des bons de rationnement.
À quinze ans, il passe son premier baccalauréat et a une liaison avec une femme mariée. Après l'obtention du deuxième bac, en philosophie, il fait des études de droit et se lie d'amitié avec un autre étudiant en droit : André Philip. En 1923, après avoir fait son service militaire, écourté pour raison médicale (mauvais état du tympan gauche), il prête le serment d'avocat et est alors le plus jeune avocat de France,,.

### Adhésion au Faisceau
En 1925, lisant Le Nouveau Siècle, il y découvre une doctrine politique qui lui convient, celle, selon lui, « d'une synthèse entre le souci national et le souci social », il s'engage alors dans Le Faisceau de Georges Valois et Jacques Arthuys, premier parti fasciste organisé en France qui se revendique à la fois antiparlementaire et socialiste révolutionnaire et où il côtoie des hommes issus aussi bien de la gauche que de la droite. Il assure le secrétariat du Nouveau Siècle dirigé par Jacques Rougeon. En 1926, il publie La République des producteurs et y affirme son antiparlementarisme et son régionalisme en prônant un État fort mais dont le pouvoir serait confié à ceux qui travaillent et produisent.

### Après le Faisceau: le Parti fasciste révolutionnaire et la fondation de la revue Plans
Après l'éclatement du Faisceau en 1928, il refuse de suivre Valois et Arthuys au Parti républicain syndicaliste. Il adhère au Parti fasciste révolutionnaire, groupuscule composé d'anciens membres du Faisceau restés fidèles à l'Italie fasciste animé par le docteur Pierre Winter, et devient secrétaire de l'organisation. Il fait traduire Mein Kampf dans le but d’informer les Français sur la menace que constitue le nazisme, Adolf Hitler intente alors un procès pour contrefaçon, le tribunal lui accorde un franc de dommages et intérêts.
Il fonde la revue d'avant-garde Plans en 1930, avec des intellectuels comme Le Corbusier ou Fernand Léger. Il élabore une théorie politique appelée planisme, qui influence la Quatrième République ainsi que la cinquième, où il défend le modernisme et prône dès 1931 une politique énergique et belliqueuse contre l'hitlérisme. En 1936, lors de la campagne pour les élections législatives, où il est candidat sous l'étiquette "radical socialiste".
En 1938, il est l'un des rares à condamner les accords de Munich, ayant dans ses Mémoires des mots très durs envers Georges Bonnet et Édouard Daladier : « Ces misérables qu'on acclame et qui ont le front de se laisser acclamer, ils sont coupables, autant que Hitler, responsables comme lui des malheurs et des hontes qui se préparent, des millions de morts et d'invalides, des femmes assassinées, des enfants mutilés, des villes écrasées sous les bombes, des femmes dispersées, des déportés, de la douleur et du sang dont le monde va être abreuvé ; et de la servitude des nations et des peuples victimes de leur sottise et de leur pleutrerie. Leur mémoire devrait être maudite au même titre que celle des criminels et des fous dont leur faiblesse a permis la folie et les crimes. Ils sont également comptables de cette apocalypse aux regards de l'Histoire ». Il fonde alors avec Jacques Soustelle et Bertrand de Jouvenel une publication antimunichoise : Les Volontaires.

### Sous l'Occupation
Engagé volontaire en 1940, après l'armistice du 22 juin 1940, écœuré par les hommes politiques et la défaite, il se désintéresse de la politique et décide de quitter Paris et de s'installer à la campagne avec sa famille, pour devenir agriculteur, prenant en location une métairie délabrée laissée à l'abandon depuis plusieurs années, dépendant du château de la Fauconnière à Gannat, qu'il quitte ensuite pour acquérir le mas Saint-Louis, au lieu-dit La Perdrix, commune de Bellegarde (Gard). Il devient aussi président de la chambre d'agriculture du Gard[Quand ?]
Il critique vivement l'attitude des autorités pendant la guerre et dénonce le régime de Vichy qui en est la cause. À la suite de la parution de Bagatelles pour un massacre, il s'attaque également à l'antisémitisme viscéral de Louis-Ferdinand Céline dans un article publié dans le journal Le Droit de vivre daté du 5 février 1938 : « C'est un mélange du plus mauvais Gohier et du pire Julius Streicher. Une somme de bêtise antijuive, une anthologie du crétinisme raciste qu'on croirait traduit de l'Angriff ou des journaux polonais, un démarquage de toutes les imbécillités courantes proclamées comme vérités originale, le tout assaisonné du tombereau d'immondices lugubrement répétées jusqu'au-delà du dégoût ».

### Un acteur de l'aménagement du territoire après la Libération
Après la Libération, il s'engage « au service du redressement de la France » : il devient l'adjoint de Jacques Bounin, commissaire de la République à Montpellier. Il est élu secrétaire général de la Confédération générale de l'agriculture et participe à la création de la FNSEA (Fédération nationale des syndicats d'exploitants agricoles). Il entre au Conseil national du Crédit et à l'Organisation des Nations unies pour l'Agriculture. Ces expériences (notamment en Italie) lui inspirent un grand projet de développement économique et il participe à la renaissance de la Camargue par la riziculture.
En 1945, il participe à la création de la Fédération nationale des Vins de Délimités de Qualité Supérieure (VDQS) dont il est élu président et il est ensuite nommé membre du Conseil économique et social, ainsi que du Conseil supérieur de la productivité.
En 1955, Philippe Lamour est le créateur et le premier président de la Compagnie nationale d'aménagement du Bas-Rhône et du Languedoc où il entreprend une œuvre d'envergure dans le domaine de l'irrigation. Le canal du Bas-Rhône Languedoc, amenant l'eau du Rhône vers le sud du département du Gard et l'est du département de l'Hérault depuis les années 1960, sera rebaptisé « canal Philippe-Lamour » en mémoire de son œuvre.
C'est à la suite d'un projet élaboré par lui en 1962, alors qu'il présidait le Conseil supérieur de la Construction qu'est engagée la politique d'aménagement du territoire de la Ve République. À la présidence de la Commission nationale de l'aménagement du territoire, il joue un rôle déterminant dans la mise en œuvre du plan d'aménagement du territoire de 1962 et dans la création de la DATAR en 1963. En 1965 il est élu maire de la commune de Ceillac, Hautes-Alpes. Philippe Lamour dirige à la télévision une émission sur l'aménagement du territoire intitulée 60 millions de Français. C'est sous le même titre qu'il publie en 1967 un livre retraçant cette vaste expérience. Il reste à la DATAR jusqu'en 1974. Hors de France, il est consultant du Fonds spécial des Nations unies pour les pays d'Afrique et d'Amérique du Sud, et la Compagnie du Bas-Rhône s'est vu confier des travaux à l'étranger, notamment en Algérie et en Roumanie.
Il est un proche d'Hubert Sendra, président du crédit agricole du Gard. Philippe Lamour fut le premier président de la Fondation du Crédit agricole - Pays de France, auquel participaient Michèle Puybasset, Max Querrien, Jacques Pélissier, Jacques Rigaud et Jean Fourastié.
En 1980, il prédit dans ses Mémoires, Le Cadran solaire, la disparition de la civilisation occidentale, remplacée par des populations venues du Tiers monde :

« Les temps qui viennent seront rudes. La civilisation du monde occidental risque de périr des conséquences de son propre succès. (…) Le conflit est désormais inévitable entre cette civilisation occidentale qui s'abandonne et les pays retardés qui s'éveillent. Un nombre sans cesse croissant de déshérités ne se résignera pas toujours à laisser le monopole de la fortune à une population de plus en plus réduite. C'est désormais la lutte des peuples prolétaires contre les peuples évolués de la race blanche. (…) Ce conflit se traduira par une invasion insidieuse dont les détachements précurseurs sont, d'ailleurs, déjà parmi nous. Les affamés, attirés par un tropisme instinctif vers les contrées aux ressources abondantes, viennent tout d'abord y accomplir les besognes serviles auxquelles répugnent les autochtones… Dès les premiers succès, ils appellent à eux les parents et amis demeurés au pays. Leurs enfants remplaceront ceux qu'on ne veut plus y faire soi-même dans les pays qui les accueillent. Ils en adopteront la nationalité, en épouseront les filles, entreront dans les municipalités et les parlements. Ils deviendront les maîtres de leurs anciens maîtres. (…) Il est exclu d'opposer la force à cette marée montante. Ce n'est plus la mode et, d'ailleurs, les peuples occidentaux n'en auraient plus la force. Leur virilité s'est dissoute dans la salive des palabres. »

Son nom a été donné à une école maternelle à Bellegarde, un collège à La Grande-Motte, un lycée à Nîmes et une place à Ceillac.

### Postérité
Marié, divorcé, remarié, il est le père de six enfants : Sylvie et Noëlle, issues de son premier mariage, Jean-Philippe, Marianne, la réalisatrice Marianne Lamour et la journaliste Catherine Lamour, issus de son second mariage.

## Ouvrages
- La République des producteurs 1926,
- Entretiens sous la Tour Eiffel 1929 (Renaissance du Livre),
- L'affaire Seznec 1931 (Éditions de la Province),
- Un dur avec André Cayatte 1934 (Nouvelles Éditions Latines),
- L'affaire Peyrières avec André Cayatte 1934 (Nouvelles Éditions Latines),
- Un monstre avec André Cayatte 1935 (Nouvelles Éditions Latines),
- La peau des autres 1936 (Baudinière),
- 60 millions de français 1967 (Buchet/Chastel),
- Prendre le temps de vivre avec Jacques de Chalendar 1974 (Le Seuil),
- L'écologie, oui, les écologistes, non 1978 (Plon),
- Le cadran solaire, 1979 (Robert Laffont),
- Les quatre vérités, 1981 (Robert Laffont) .

### Fonds d'archives
- Fonds Philippe Lamour (1923-1993) [14,25 ml].  Cote : 92 J. Montpellier : Archives départementales de l'Hérault (présentation en ligne).